# Lilla Sinnern
Lilla Sinnern är en sjö i Högsby kommun i Småland och ingår i Alsteråns huvudavrinningsområde. Sjön är 5 meter djup, har en yta på 1,12 kvadratkilometer och är belägen 78,1 meter över havet. Sjön avvattnas av vattendraget Trändeån. Vid provfiske har bland annat abborre, björkna, braxen och gärs fångats i sjön.

## Delavrinningsområde
Lilla Sinnern ingår i det delavrinningsområde (632838-151162) som SMHI kallar för Utloppet av Lilla Sinnern. Medelhöjden är 96 meter över havet och ytan är 15,51 kvadratkilometer. Räknas de 3 avrinningsområdena uppströms in blir den ackumulerade arean 105,97 kvadratkilometer. Trändeån som avvattnar avrinningsområdet har biflödesordning 2, vilket innebär att vattnet flödar genom totalt 2 vattendrag innan det når havet efter 40 kilometer. Avrinningsområdet består mestadels av skog (73 procent) och jordbruk (10 procent). Avrinningsområdet har 1,11 kvadratkilometer vattenytor vilket ger det en sjöprocent på 7,1 procent.

## Fisk
Vid provfiske har följande fisk fångats i sjön:
- Abborre
- Björkna
- Braxen
- Gärs
- Gädda
- Löja
- Mört
- Sarv
- Sutare